# HMS Mendip (1940)
«Мендип» — эскортный миноносец типа «Хант I». С момента спуска на воду в 1940 году до 1948 года нёс службу в Королевском ВМФ Великобритании. Позже служил также в военно-морском флоте Египта (как «Мохаммед Али эль-Кебир», затем как «Ибрагим эль-Аваль») и в ВМФ Израиля (как «Хайфа»).

## История службы
Корабль вступил в строй в 1941 году. Во время Второй мировой войны эскортировал военные конвои в Северном море, Ла-Манше, Средиземном море, участвовал в десантных операциях на Сицилии и в Салерно, затем в Нормандии.
После войны принимал участие в операции «Дедлайт» (англ. Deadlight) по ликвидации немецких подводных лодок. 25 января 1946 года официально переведён в резерв, в 1948 году продан Китаю, переименован в «Лин Фу» и исключён из списков Королевского ВМФ. Однако до Китая корабль дойти не успел: после прихода к власти коммунистов он был 29 мая 1949 года возвращён в ряды Королевского ВМФ. 9 ноября 1949 года продан вторично, на сей раз Египту, в ВМФ которого начал службу под названием «Мохаммед Али эль-Кебир» (в 1951 году переименован в «Ибрагим эль-Аваль» («Ибрагим I»)).
В ходе Суэцкого кризиса 31 октября 1956 года подверг обстрелу Хайфу, попал под ответный огонь, пытался укрыться в территориальных водах Ливана, но был принужден к сдаче совместными действиями французских и израильских кораблей и израильской авиации. Был доставлен в Хайфский порт и позже включён в состав ВМФ Израиля под названием «Хайфа».
В израильском флоте служил учебным кораблём до 1970 года. В качестве плавучей цели был потоплен при испытаниях ракеты «Габриэль».